# 莫莱 (上索恩省)
莫莱（法語：Molay，法語發音：[mɔlɛ]）是法国上索恩省的一个市镇，属于沃苏勒区。

## 地理
莫莱（47°43'56"N, 5°44'28"E）面积7.66 平方千米，位于法国勃艮第-弗朗什-孔泰大區上索恩省，该省份为法国东部内陆省份，北起顺时针与孚日省、贝尔福地区省、杜省、汝拉省、科多尔省和上马恩省接壤。
与莫莱接壤的市镇（或旧市镇、城区）包括：拉罗谢尔、普雷西尼、布吉尼翁莱莫雷、沙尔姆圣瓦尔贝、桑特雷、拉罗什莫雷。

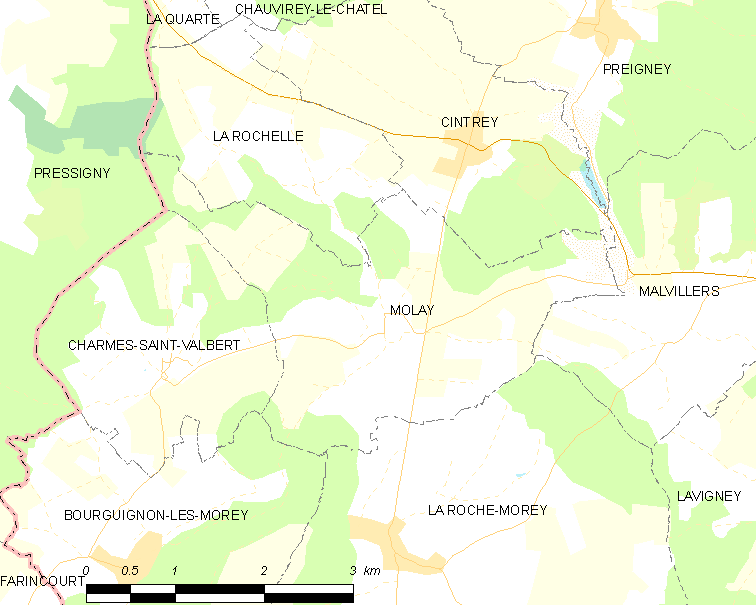
的OSM定位图

莫莱的时区为UTC+01:00、UTC+02:00（夏令时）。

## 行政
莫莱的邮政编码为70120，INSEE市镇编码为70350。

## 政治
莫莱所属的省级选区为瑞塞县。

## 人口

1962-2008年间人口变化图示

莫莱于2022年1月1日时的人口数量为68人。